# Vörðufell (Suðurland)
Vörðufell är en vulkan vars topp reser sig 392 meter över havet i Grímsnes og Grafningur i Suðurland i Island, söder om Skálholt och söder om floden Hvítá.
Vörðufell består av basalt.  
På berget ligger sjön Úlfsvatn, också benämnd Úlfjótsvatn, varifrån en bäck rinner ned i den djupa klyftan Úlfsgil.

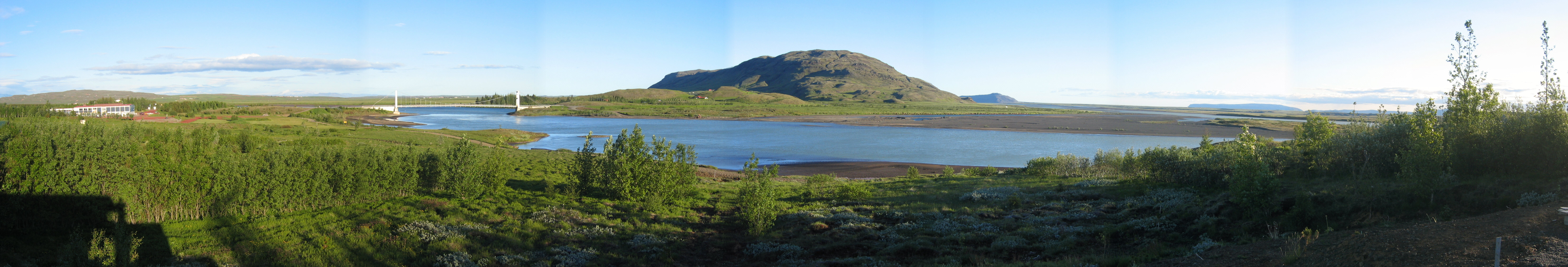
Vörðufell med Idubrú och Hvítá